# Пронин, Николай Петрович
Николай Петрович Пронин (3 января 1922, Чердаклы, Самарская губерния — 22 августа 1998, Сызрань, Самарская область) ― советский и российский хозяйственный и общественный деятель, почётный гражданин города Сызрани (1982). Председатель Сызранского горисполкома (1962—1979).

## Биография
Родился Николай Петрович 3 января 1922 года в селе Чердаклы, ныне Чердаклинского района Ульяновской области.
Завершил обучение сначала в Ульяновском механическом техникуме, а затем в Днепропетровском горном институте.
В годы Великой Отечественной войны был призван на фронт. Участник Сталинградской битвы. Был представлен к государственной награде орденом Красной Звезды.
После окончания войны стал работать на Кашпирруднике мастером, затем был назначен начальником производственного отдела ЦЭММ, позже механиком Кашпирского рудоуправления.
Был замечен партийным руководством города и направлен на работу в горком партии, где стал руководить промышленно-транспортным отделом. Затем был назначен на должность главного энергетика стройтреста № 4.
В 1962 году Николай Пронин был избран председателем горисполкома и стал возглавлять городскую власть Сызрани.
За годы его работы на посту председателя горисполкома в городе были возведены и введены в эксплуатацию заводы технического углерода и пластмасс. Крупнейшими предприятиями в этот период стали СНПЗ, «Тяжмаш», «Пластик». В Сызрани очень быстро возводилось жильё для рабочих, строились новые микрорайоны и социальные объекты. В период его управления городом началась застройка Юго-Западного жилого массива. В 1972 году был введён в эксплуатацию Сызранский речной порт. Многие транспортные маршруты были открыты и налажены в эти годы. Покинул пост председателя в 1979 году.
В 1982 году Николаю Пронину было присвоено звание «Почётный гражданин города Сызрани», а его имя занесено в городскую Книгу Почёта.
Проживал в Сызрани. Умер 22 августа 1998 года.

## Награды и звания
- Орден Отечественной войны II степени,
- Орден Красной Звезды
- Почётный гражданин города Сызрань (1982).